# Epelaspis ketiae
Epelaspis ketiae är en stekelart som beskrevs av Alfred Byrd Graf och Kumagai 1996. Epelaspis ketiae ingår i släktet Epelaspis och familjen brokparasitsteklar. Inga underarter finns listade i Catalogue of Life.